# Fusil pour enfants
Le fusil pour enfants est une arme à feu destinée aux enfants âgés de 4 à 10 ans,. 
Autorisé aux États-Unis, il est essentiellement commercialisé par l'entreprise Keystone Sporting Arms en Pennsylvanie, via sa marque Crickett,,. Cette dernière a pour slogan « My First Rifle : quality firearms for America's youth » (trad. : « Mon premier fusil : Armes à feu de qualité pour les jeunes d'Amérique »). Durant l'année 2008, elle déclare avoir écoulé plus de 60 000 produits pour la jeunesse (fusils, livres sur le tir, vestes de chasse…),. 
Le fusil le plus souvent vendu, est un calibre .22 Long Rifle un coup, spécialement adapté pour les enfants d'une valeur de 120 dollars en 2013. Doté d'un verrou, il existe en plusieurs couleurs (style camouflage pour les garçons, rose pour les filles),. Plusieurs accidents ont eu lieu, notamment fin avril 2013 dans le Kentucky, lorsqu'un garçon de 5 ans tue sa petite sœur âgée de 2 ans, avec le fusil que ses parents lui avaient offert,.
Un nouvel accident, début 2023, impliquant un enfant de 6 ans dans une école, amène les sénateurs démocrates à dénoncer les pratiques du fabricant.